# Pembine
Pembine – miasto w Stanach Zjednoczonych, w stanie Wisconsin, w hrabstwie Marinette.